# Digital painting
Digital painting – konwersja z tradycyjnych form malarstwa i rysunku, takich jak akwarela, malarstwo olejne, szkic itp. poprzez narzędzie cyfrowe, które przekazują informację do komputera, używając tabletu, rysików i oprogramowania. Digital painting, czyli malarstwo cyfrowe, znajduje zastosowanie głównie w branży produkcyjnej. Jest on najczęściej wykorzystywany do projektowania koncepcyjnego do filmów, telewizji oraz gier video.
Aby wykorzystać funkcje tabletów graficznych potrzebne jest do tego oprogramowanie – tzw. software, taki jak Corel Painter, Adobe Photoshop, ArtRage, GIMP, Krita lub openCanvas. Programy tworzą środowisko podobne do realnego-fizycznego artysty: płótno, karta, narzędzia do malowania, wiele opcji kolorów.

## Wady i zalety
Cyfrowe malarstwo posiada zarówno zalety, jak i wady. Pozwala artyście na łatwość pracy w zorganizowanej, wolnej od bałaganu pracowni, jednak niektórzy twierdzą, że praca artysty trzymającego w ręku fizyczny pędzel jest zawsze dokładniejsza i przekazuje więcej „emocji”.
Przeciwny tej sztuki uważają, że obrazy cyfrowe są wybrakowane, poprzez brak fizycznego artysty, który nie przelewa tym samym swojej unikalnej intencji i stylu.
Wielu artystów publikuje blogi i komentuje różne różnice między dziełem stworzonym cyfrowo a tradycyjnie wykonanymi dziełami sztuki.